# Diplazium subpolypodioides
Diplazium subpolypodioides är en majbräkenväxtart som först beskrevs av och som fick sitt nu gällande namn av Cornelis Rugier Willem Karel van Alderwerelt van Rosenburgh.
Diplazium subpolypodioides ingår i släktet Diplazium och familjen Athyriaceae. Inga underarter finns listade i Catalogue of Life.